# Reita Faria
Reita Faria (sinh tại thành phố Bombay) là người phụ nữ Ấn Độ đầu tiên đoạt danh hiệu Hoa hậu Thế giới.
Sau khi đoạt vương miện hoa hậu Bombay, bà tiếp tục đoạt danh hiệu hoa hậu của tạp chí Eve's Weekly (chứ không phải giải Femina Miss India), bà đại diện cho đất nước Ấn Độ tham dự cuộc thi Hoa hậu Thế giới năm 1966 và đã đoạt vương miện tại cuộc thi này. Sau khi đăng quang, bà đã từ chối các lời mời làm người mẫu và đóng phim mà theo học ngành y khoa. Hiện nay bà đang sống tại Dublin, thủ đô của Ireland cùng chồng là David Powell. Bà có hai người con và năm người cháu.

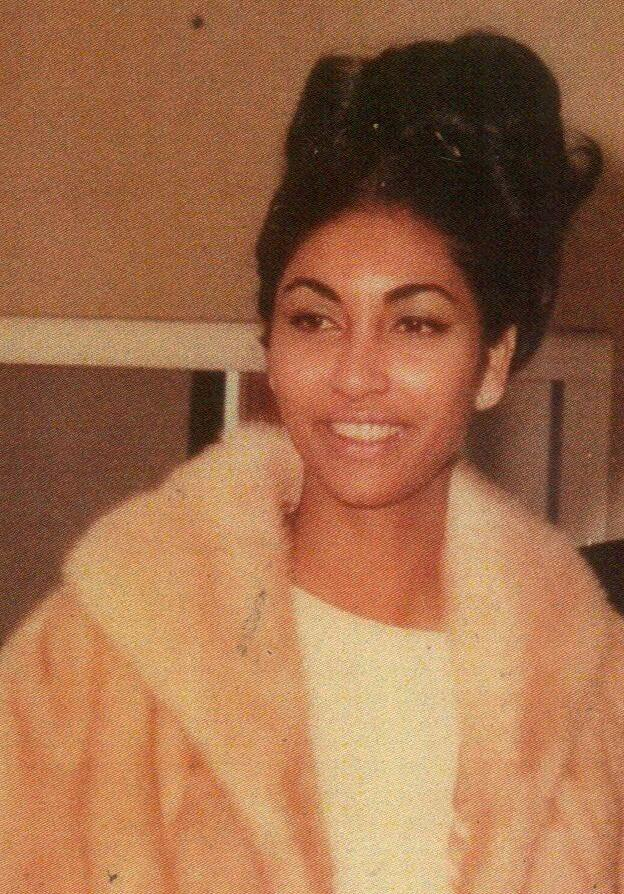
Reita Faria

| Tứ đại Hoa hậu (1966)               | Tứ đại Hoa hậu (1966)        | Tứ đại Hoa hậu (1966) | Tứ đại Hoa hậu (1966) |
| ----------------------------------- | ---------------------------- | --------------------- | --------------------- |
| Hoa hậu Hoàn vũ Margareta Arvidsson | Hoa hậu Thế giới Reita Faria | Hoa hậu Quốc tế none  | Hoa hậu Trái đất none |